# Голова Хауса (Доктор Хаус)
«Голова Хауса» (англ. House's Head) — п'ятнадцята серія четвертого сезону американського телесеріалу «Доктор Хаус». Прем'єра епізоду проходила на каналі FOX 12 травня 2008. Доктор Хаус має згадати, кого йому потрібно врятувати.

## Сюжет
Хаус опиняється у стриптиз клубі, проте він не пам'ятає, як туди потрапив. Стриптизерка помічає, що у нього розбита голова і Хаус розуміє, що у нього струс мозку. Виходячи з будинку він бачить перекинутий автобус і згадує, що у якогось з пасажирів серйозна хвороба. Хаус має врятувати цю людину, але він навіть не пам'ятає, як вона виглядала. В лікарні його оглядає Кемерон і підтверджує струс мозку. Хаус наказує команді знайти всіх постраждалих в аварії, яких перевезли до інших лікарень, а також його мотоцикл і палицю. Щоб ніхто не покинув лікарню Хаус оголошує карантин через менінгіт.
На відео, записаному камерою спостереження, видно, що Хаус покинув лікарню на своєму мотоциклі, але додому так і не доїхав. Катнер пропонує Хаусу провести сеанс гіпнозу, щоб відновити пам'ять. Хаус згадує, що був у барі. Через те що він був п'яний, бармен відібрав ключі від мотоцикла і Хаус був змушений добиратися на автобусі. В автобусі Хаус помічає хлопця-панка, який копирсається у своєму носі. Чейз, який проводив сеанс, виводить Хауса з гіпнозу, а той прямує до хлопця. Після тесту він розуміє, що хлопець здоровий. Тим часом у водія відбувається параліч ніг. Хаус знаходить свого пацієнта, але не може згадати симптом, який у нього бачив.
Хаус вирішує перенюхати всі речі пасажирів. Він випиває чотири пігулки вікодину і починає галюцинувати. Він знову повертається до автобуса. Там він помічає жінку, яка привертає його увагу. Повертаючись до реального світу Вілсон робить Хаусу МРТ і виявляє тріщину скроневої кістки. Він відмовляється лікуватись поки не врятує пацієнта. Водію автобуса призначили антибіотики і через деякий час йому стає краще. Проте невдовзі у нього починаються сильні болі у животі. Хаус вирішує лягти у спеціальну ванну, щоб відновити ще якийсь уривок з пам'яті. Він згадує, що водій, коли допомагав старенькій жінці увійти до автобуса, човгав ногами при ходінні. Команда, Кадді і Вілсон виводять Хауса з галюцинації, і той розповідає їм, що у водія хвороба Паркінсона. Але незабаром Хаус починає блювати й непритомніє.
Хауса завозять додому і залишають його під домашнім арештом. Тим часом в лікарні, команда виключила Паркінсона через жовтяницю, що почалась у пацієнта. Тринадцята вважає, що у чоловіка періодичний параліч. Команда проводить тест з рогаликом та біговою доріжкою і він викликає параліч. Проте у водія скорочуються грудні м'язи, що говорить про те, що Тринадцята помилилась. Хаус повертається до лікарні і помічає, що у пацієнта нові зуби. Він здогадується, що під час свердління до черепа чоловіка ввійшла повітряна булька, яка і спричинила погіршення стану. Тринадцята видаляє її.
Повернувшись додому, під час сну, Хаус знову бачить таємничу жінку. Він перев'язує їй ногу, хоча їй це зовсім не потрібно. Прокинувшись він розуміє, що врятував не ту людину. Він вирішує відновити сцену в автобусі. Всі працівники лікарні сідають на ті ж самі місця, де сиділи справжні пасажири. У Хауса трапляється зупинка серця і він знову повертається до своєї підсвідомості. В автобусі він бачить Ембер і розуміє, що вона помирає. Вілсон і Кадді повертаються його до життя. Хаус розповідає їм те, що бачив. Вілсон розуміє, що це правда, бо не бачив Ембер уже два дні, через те, що піклувався про Хауса.